# Викентије
Викентије  је мушко име латинског (лат. Vincentius) порекла и има значење: победник.
Женски облик имена у мађарском језику је Винцеција.

## Варијације имена
- Винсент,
- Винце (мађ. Vince),
-,
-,
-,
-,
-,
-,
-,
-,
-.

## Имендани
- 22. јануар.
- 5. април.
- 9. април.
- 24. мај.
- 19. јул.
- 27. септембар.

## Познате личности
- Винсент ван Гог  - (енгл. Vincent van Gogh), сликар
- Винцент Адлер - (мађ. Adler Vincent), мађарски пијаниста и композитор
- Винце Варта - (мађ. Wartha Vince), хемичар
- Винченцо Данти
- Патријарх српски Викентије